# Leopoldo IV de Anhalt-Dessau
Leopoldo IV Frederico de Anhalt-Dessau (1 de outubro de 1794 - 22 de maio de 1871) foi um príncipe alemão da Casa de Ascânia, governante do ducado de Anhalt-Dessau e, a partir de 1863, o primeiro governante do ducado unificado de Anhalt.
Era filho mais velho do príncipe-hereditário Frederico de Anhalt-Dessau e da sua esposa, a condessa  Amália de Hesse-Homburgo, filha do conde Frederico V de Hesse-Homburgo.

## Biografia
Com a morte do seu pai em 1814, Leopoldo tornou-se herdeiro do ducado de Anhalt-Dessau ao qual sucedeu como duque no dia 9 de agosto de 1817, após a morte do seu avô, o duque Leopoldo III.
Durante as revoluções de 1848, foi forçado a dar uma constituição a Dessau, publicada no dia 29 de outubro de 1848. Contudo, esta foi revogada no dia 4 de novembro de 1849 e depois substituída por uma nova versão em Outubro de 1859.
No dia 27 de novembro de 1847, Leopoldo herdou o ducado de Anhalt-Köthen do seu primo distante, o duque Henrique. Depois de chegar a acordo com o ducado de Anhalt-Bernburg, em Maio de 1853 os seus ducados uniram-se sob o nome de Anhalt-Dessau-Köthen, uma vez que parecia inevitável que seria ele a herdar os três ducados. A morte de outro primo distante, o duque Alexandre Carlos, no dia 19 de agosto de 1863 fez com que a linha de sucessão do ducado de Anhalt-Bernburg se extinguisse e, assim, foi Leopoldo que também herdou este ducado. No dia 30 de Agosto assumiu o título de duque de Anhalt.
Leopoldo foi sucedido pelo seu filho Frederico após a sua morte.

## Casamento e descendência
Leopoldo casou-se no dia 18 de abril de 1818, em Berlim, com a princesa Frederica Guilhermina da Prússia, filha do príncipe Luís Carlos da Prússia e da sua esposa, a duquesa Frederica de Mecklemburgo-Strelitz. Através do terceiro casamento da sua mãe, Frederica era meia-irmã do rei Jorge V de Hanôver. Tiveram seis filhos:
- Frederica Amália Augusta de Anhalt-Dessau (28 de novembro de 1819 - 11 de dezembro de 1822)
- Frederica Amália Inês de Anhalt-Dessau (24 de junho de 1824 - 23 de Outubro de 1897), casada em 1853 com o duque Ernesto I de Saxe-Altemburgo.
- Nado-morto (3 de agosto de 1825)
- Nado-morto (3 de novembro de 1827)
- Frederico I de Anhalt-Dessau (29 de abril de 1831 - 24 de janeiro de 1904), casado em 1854 com a princesa Antónia de Saxe-Altemburgo.
- Maria Ana de Anhalt-Dessau (14 de setembro de 1837 - 12 de maio de 1906), casada em 1854 com o príncipe Frederico Carlos da Prússia.